# Iskra boża
Iskra boża (ang. Spark of Being) – amerykański film found footage w reżyserii Billa Morrisona.
Film jest luźną adaptacją powieści Mary Shelley "Frankenstein" na który składają się obrazy archiwalnych filmów z muzyką Dave'a Douglasa.
Film miał światową premierę 22 października 2010 na American Film Festival we Wrocławiu.